# Werner Winkler (Porzellangestalter)
Werner Winkler (* 6. Mai 1909 in Gräfenthal; † 18. März 1999 ebenda) war ein deutscher Porzellangestalter.

## Leben und Werk
Werner Winkler erhielt seine Ausbildung zum Modelleur, u. a. bei Otto Thiem (1918–1931), an der „Zeichen-, Mal- und Modellierschule Lichte“. Danach arbeitete er als Modelleur in der Porzellanfabrik Carl Scheidig in Gräfenthal. In dieser Zeit „war der Beruf des Modelleurs sehr angesehen und eine Anstellung in wirtschaftlich schwierigen Zeiten stets ein Glücksfall.“ Winkler gestaltete bald Objekte in eigener Regie, die öffentliche Wertschätzung bekamen.
Im Zweiten Weltkrieg war Winkler als Angehöriger der Wehrmacht in der Sowjetunion im Einsatz. In dieser Zeit schuf er Zeichnungen der Landschaft und von Menschen. Nach der Kriegsgefangenschaft ging er zurück nach Gräfenthal und arbeitete wieder in der Porzellanfabrik Carl Scheidig in seinem Beruf und half bei der Ausbildung von Lehrlingen. Zu seinen Schülern gehörte u. a. der spätere Bildhauer Christian Paschold. Winkler machte sich dann mit einem eigenen Atelier in Gräfenthal selbständig und wurde Mitglied des Verbands Bildender Künstler der DDR.
Er machte für renommierte Porzellanfabriken der DDR wie die Ilmenauer Porzellanmanufaktur „Graf von Henneberg Porzellan“, die Wallendorfer-Porzellan-Manufaktur und das Porzellanwerk Colditz Entwürfe vor allem für Kaffee-, Tee- und Speiseservices, die große Anerkennung fanden. Daneben schuf er u. a. kleine Tierfiguren und Medaillons. Besonders engen Kontakt unterhielt Winkler zum technischen Leiter von „Graf von Henneberg Porzellan“ Max Renner. Viele seiner Entwürfe für diese Werk gingen in die Produktion. Die Form „Halka“ wurde von renommierten Porzellanmalereien als Weißware geordert, in Handmalerei bemalt und dann vertrieben, u. a. von Johanna Stauch in Freital und Häckel in Schmiedefeld.
Winkler war u. a. 1967/1968 auf der VI. Deutschen Kunstausstellung in Dresden vertreten. Arbeiten Winklers befinden sich u. a. im GoetheStadtMuseum Ilmenau.
Der Sohn Winklers, Hubert Winkler (1941–2016), war als Formgestalter für Henneberg-Porzellan tätig.

## Werke (Auswahl)
- Service Form Rienzi (1954)[3]
- Service Form Sylvia (1955)[3]
- Service Form Halka (1962; Goldmedaille der Leipziger Messe 1962)[4]
- Service Form Dresden (1958)[2]
- Service Form Helena (1973)[5]

## Ausstellungen
- 1967 Kunstausstellung der DDR
- 1979, 1984 Bezirkskunstausstellung Suhl
- 1982 „Miniaturen in der Bildenden Kunst der DDR“, Fürstenwalde
- 1985 Museum Eisfeld, Sonderausstellung
- 2015 Haus Casa de Artistas Erfurt-Tiefthal, Retrospektive